# Hans Winderstein
Hans Wilhelm Gustav Winderstein (født 29. oktober 1856 i Lüneburg, død 23. juni 1925) var en tysk dirigent og komponist.
Winderstein gennemgik konservatoriet i Leipzig, blev 1884 lærer ved musikskolen og dirigent i Winterthur, stiftede 1890 Filharmonisk Forening i Nürnberg, blev 1893 dirigent for Kaim-Orkestret i München og samlede 1896 i Leipzig et eget orkester, der bar hans navn, og med hvilket han foretog omfattende koncertrejser, blandt andet også til Skandinavien. Winderstein har skrevet forskellige ting for orkester, blandt andet en symfonisk suite.